# جايسون فرانك
جايسون فرانك (بالإنجليزية: Jason David Frank)‏ (4 سبتمبر 1973 - 19 نوفمبر 2022) هو ممثل، وفنان قتال مختلط، وممثل تلفزيوني، ولاعب كاراتيه، وملاكم موياي تاي، من الولايات المتحدة الأمريكية، ولد في كوفينا، لوس أنجليس، كاليفورنيا.

## وصلات خارجية
- جايسون فرانك على موقع شيردوغ (الإنجليزية)
- جايسون فرانك على موقع Tapology.com (الإنجليزية)
- جايسون فرانك على موقع WrestlingData.com (الإنجليزية)
- جايسون فرانك على موقع IMDb (الإنجليزية)
- جايسون فرانك على موقع ميتاكريتيك (الإنجليزية)
- جايسون فرانك على موقع روتن توميتوز (الإنجليزية)
- جايسون فرانك على موقع قاعدة بيانات الأفلام العربية
- جايسون فرانك على موقع ألو سيني (الفرنسية)
- جايسون فرانك على موقع رولينغ ستون (الإنجليزية)
- جايسون فرانك على موقع أول موفي (الإنجليزية)
- جايسون فرانك على موقع قاعدة بيانات الأفلام السويدية (السويدية)
- جايسون فرانك على موقع إن إن دي بي (الإنجليزية)
- جايسون فرانك على موقع قاعدة بيانات الفيلم (الإنجليزية)